# Az aranyifjú (televíziós sorozat)
Az aranyifjú (eredeti cím: Yalı Çapkını) 2022 és 2025 között vetített török drámasorozat, amit Gülseren Budayıcıoğlu alkotott. Egy kényszerházasság történetét követi sok intrikával, hazugságokkal, megcsalással és sötét családi titkokkal. A főszereplők a Fazilet asszony és lányai című sorozatból ismert Afra Saraçoğlu, továbbá Mert Ramazan Demir és Çetin Tekindor. A sorozat gyártója az OGM Pictures.
A sorozat igaz történet alapján készül, Gülseren Budayıcıoğlu író könyve alapján.
A sorozatot Törökországban 2022. szeptember 23-a és 2025. április 4-e között vetítette a Star TV. Magyarországon az első évadot 2023. július 28-a és 2024. február 8-a között sugározta a TV2. A második évadot 2025. március 17-én tűzte műsorra a TV2 és ezt egészen július 18-ig közvetlenül a Tények előtti, 16:45-ös idősávban sugározta a csatorna, azonban az ezen sorozatot megelőző Féktelen szív című sorozat magasabb nézettsége miatt július 21-től hétköznap már egy órával korábban, 15:40-es kezdéssel látható.

## Szereplők

### Főszereplők
| Szereplő      | Színész             | Magyar hang                           | Megjegyzés                                           |
| ------------- | ------------------- | ------------------------------------- | ---------------------------------------------------- |
| Seyran Şanlı  | Afra Saraçoğlu      | Csifó Dorina                          | Ferit felesége, Suna húga, Kazım és Esme lánya       |
| Ferit Korhan  | Mert Ramazan Demir  | Fehér Tibor 1.hang Hajdu Tibor 2.hang | Seyran férje, Orhan fia, Halis unokája               |
| Halis Korhan  | Çetin Tekindor      | Barbinek Péter                        | Ferit apai nagyapja                                  |
| Hattuç Şanlı  | Şerif Sezer         | Rátonyi Hajni                         | Seyran és Suna apai nagynénje                        |
| İfakat Korhan | Gülçin Santırcıoğlu | Kiss Erika                            | Halis menye                                          |
| Orhan Korhan  | Emre Altuğ          | Kárpáti Levente                       | Halis fia, Ferit édesapja                            |
| Gülgün Korhan | Gözde Kansu         | Farkasinszky Edit                     | Halis menye, Orhan felesége, Ferit és Fuat édesanyja |
| Abidin        | Ersin Arıcı         | Hám Bertalan                          | Ferit sofőrje és legjobb barátja                     |
| Suna Şanlı    | Beril Pozam         | Bogdányi Titanilla                    | Seyran nővére                                        |
| Kazım Şanlı   | Diren Polatoğulları | Tóth Roland                           | Seyran és Suna édesapja                              |
| Esme Şanlı    | Sezin Bozacı        | Zakariás Éva                          | Seyran és Suna édesanyja                             |
| Pelin Yılmaz  | Buçe Buse Kahraman  | Magyar Viktória                       | Ferit (volt) barátnője, Seyran riválisa              |
| Kaya Sönmez   | Taro Emir Tekin     | Gacsal Ádám                           |                                                      |
| Akin          | Melih Özkaya        | Pásztor Tibor                         |                                                      |

### Mellék- és vendégszereplők
| Szereplő      | Színész             | Magyar hang                            |
| ------------- | ------------------- | -------------------------------------- |
| Sultan        | İrem Altuğ          | Bognár Anna 1. hang Vadász Bea 2. hang |
| Asuman Korhan | Öznur Serçeler      | Kelemen Kata                           |
| Fuat Korhan   | Doğukan Polat       | Horváth-Töreki Gergely                 |
| Şefika        | Hülya Duyar         |                                        |
| Latif         | Yiğit Tuncay        | Forgács Gábor                          |
| Dicle         | Selen Özbayrak      | Pekár Adrienn                          |
| Yusuf         | Umut Gezer          | Czető Roland                           |
| İbrahim       | Cansu Fırıncı       | Hamvas Dániel                          |
| Necip         | Menderes Samancılar | Galbenisz Tomasz                       |
| Serter        | Tufan Gökpınar      | Markovics Tamás                        |

## Magyar stáb
- Magyar szöveg: Bernvalner Anita, Bódi Emese, Gaál Katalin
- Hangmérnök és vágó: Papp Krisztián
- Gyártásvezető: Farkas Márta
- Szinkronrendező: Hirth Ildikó
- Produkciós vezető: Komlósi Gergő

A szinkron a TV2 Média Csoport megbízásából a Direct Dub Studios műtermeiben készült.

## Évadösszegzés
|  | Alább a cselekmény részletei következnek! |

### Első évad
Ferit Korhan gazdag családban nőtt fel, és hozzászokott, hogy nem tagad meg magától semmit. Végtelen bulik, új barátnők – ezzel telnek szokásos mindennapjai, nem érdekli különösebben a jövő vagy az életben elért eredmények. Ferit viselkedése felzaklatja nagyapját, a tekintélyes üzletembert, Halis Korhant. Halis Ağa elhatározza, hogy unokája feleségül vesz egy megfelelő lányt Gaziantepből. Ferit ugyan nem akar megnősülni, de nem tud ellent mondani nagyapja szavának. A megfelelő menyasszony megtalálása Halis legidősebb menyének, İfakatnak (Gülçin Şantırcıoğlu) a feladata. A gaziantepi Şanlı család idősebb lányát, Sunát (Beril Pozam), alkalmasnak találja. A lánykérő estéjén Sunát és húgát, Seyrant (Afra Saraçoğlu) is nagy meglepetések érik; Suna a kávé felszolgálásakor elbotlik a szönyegben, szégyenérzetében elrohan, és Seyrant kéri meg Ferit. Miközben Seyran foggal-körömmel küzd a házasság ellen, Ferit jól szórakozik a lány kétségbeesésén.
A házasságkötést követően éjszakára a két házaspár egy hotelben száll meg, ott megismerkedik Seyran újdonsült férje barátnőjével, Pelinnel (Buçe Buse Kahraman). Ferit elmagyarázza nejének, hogy milyen házasságra várjon, amire Seyran dühében pofon vágja, és elvonul a fürdőbe lepihenni. Mire kiteszi lábát a mosdóból, Feritet ájultan találja a cukorbetegsége miatt. Mihamarabb hívta a mentőket rá, a korházban Ferit felébred és szerelembe esik Seyranba. Végül útra keltek Isztambulba, Halis Ağa már várta őket haza. Seyrannak nagyon nehéz az új házban. Ferit továbbra is gyerekesen viselkedik és cukkolgatja feleségét. A továbbiakban Sultan (İrem Altuğ), a felszolgáló cselédasszony rátámadott Seyranra, míg Suna apja terrorjától szenved. Ferit meg ajándékkal készül a feleségének. Ferit tanoncnak áll, ékszerésznek tanul, nagyapja parancsára. Pelin csacskasága bajba sodorja majd őtet. Suna és családja útra kelnek Isztambulba, meglátogatni Seyrant, és végül ott is maradnak. De nem csak ők jönnek Seyranhoz látogatóba, hanem Yusuf (Umut Gezer) is, aki próbálja újra elcsábítani ex-barátnőjét (kevés sikerrel). Mikor férjének elmondta Seyran, hogy Yusuf az ő ex-barátja, akkor ez féltékenységet váltott ki Feritből, ezért szemmel figyelte a fiú cselekedeteit. Ez a kakaskodás végül lecsendesül mindkettejük között.
Seyran, a történet haladtával, lassan-lassan érzelmeket kezd fonni férje iránt, ám Ferit bujasága miatt nem mer komoly kapcsolatba kezdeni vele, mivel nem bízik benne. Pelin erre rá tesz egy lapáttal (anyja segítségével). Suna szerelmes lesz Abidinba (Ersin Arıcı), ferit soförébe. Egy nap addig tartott Ferit és Seyran között egy vita, hogy Ferit kezet mert emelni feleségére, amiből nagy családi botrány lett. Seyran szüleihez költözött. A kettő család közötti kapcsolat úgy megromlott, hogy tervbe vették Seyran és Ferit elválását. Sunának újra megadatott egy esély a házasságra; lánykérőestre érkezett a İhsanlı család, Saffet Suna kérője, aki fogyatékossággal él. Azon az estén a másik fiú, Tarık (Baran Bölükbaşı) is kinézi magának Seyrant. Kazım Şanlı végül meg lett győzve arról, hogy adja Seyrant Tarıkhoz, ezért jóváhagyta lányának a válást és a bíróságon végrement a váló. De fordul a kocka, mivel a két főhős újból együtt akar lenni. Ferit készít Abidinnak egy tervet, hogyan szöktettesék meg Sunát és Seyrant az esküvőről, ami sikeres lesz. A Şanlı és Korhan család nyomoztatni kezdi Feritéket. Fuat (Doğukan Polat) Asumaval (Öznur Serçeler) segíteni mennek a szökésben Feritéknek, hazafele menet baleset éri őket. Feriték megkapván a hírt sietnek a korházba értük, az fogadja őket, hogy az orvos bejelenti Fuat halálát. Ferit, Seyran és Suna nem kerülheti el cselekedeteik következményeit és sorsukat.
Tarık mindent megtesz, hogy vágyai teljesüljenek: megfenyegeti Ferit apját, Orhant, fia, Ferit, halálával, és végrehajt egy tervet Kazım Şanlıval, amivel Seyran szívét Gaziantepben, Ferittől jól messze majd meglágyítja. Addig Seyran és Ferit elmenekülni készülnek hajnalreggel, de Orhan ráveszi Seyrant, hogy ne tegye. Így apai nagynénjéval, Hattuç-csal, haza megy Gaziantepbe. Leszálván a buszról váratlan személy fogadja őket, maga Tarık. Ferit otthon úgy megőrül, hogy bezárják a garázsba, Abidin bár kioktatja őt, de elárulja neki, Suna által, hogy hol van kedvese. Így Gaziantepbe siet Seyranért, ottan megbeszélték mit és hogyan. Seyran elmondja tervüket nagynénjének, és hajnalban kisiet Ferithez, hogy megszökjenek. Az öröm nem tart örökké, mivel Tarık nyakoncsípi őket és hátba lővi Feritet és hátrahagyja őket.

### Második évad
|  | Itt a vége a cselekmény részletezésének! |

## Évados áttekintés
| Évad | Évad | Epizódok | Epizódok | Eredeti sugárzás     | Eredeti sugárzás | Magyar sugárzás   | Magyar sugárzás  |
| Évad | Évad | Török    | Magyar   | Évadpremier          | Évadfinálé       | Évadpremier       | Évadfinálé       |
| ---- | ---- | -------- | -------- | -------------------- | ---------------- | ----------------- | ---------------- |
|      | 1.   | 36       | 118      | 2022. szeptember 23. | 2023. június 9.  | 2023. július 28.  | 2024. február 8. |
|      | 2.   | 37       | TBA      | 2023. szeptember 15. | 2024. június 7.  | 2025. március 17. |                  |
|      | 3.   | 28       | TBA      | 2024. szeptember 13. | 2025. április 4. |                   |                  |

## Gyártás és kiadás

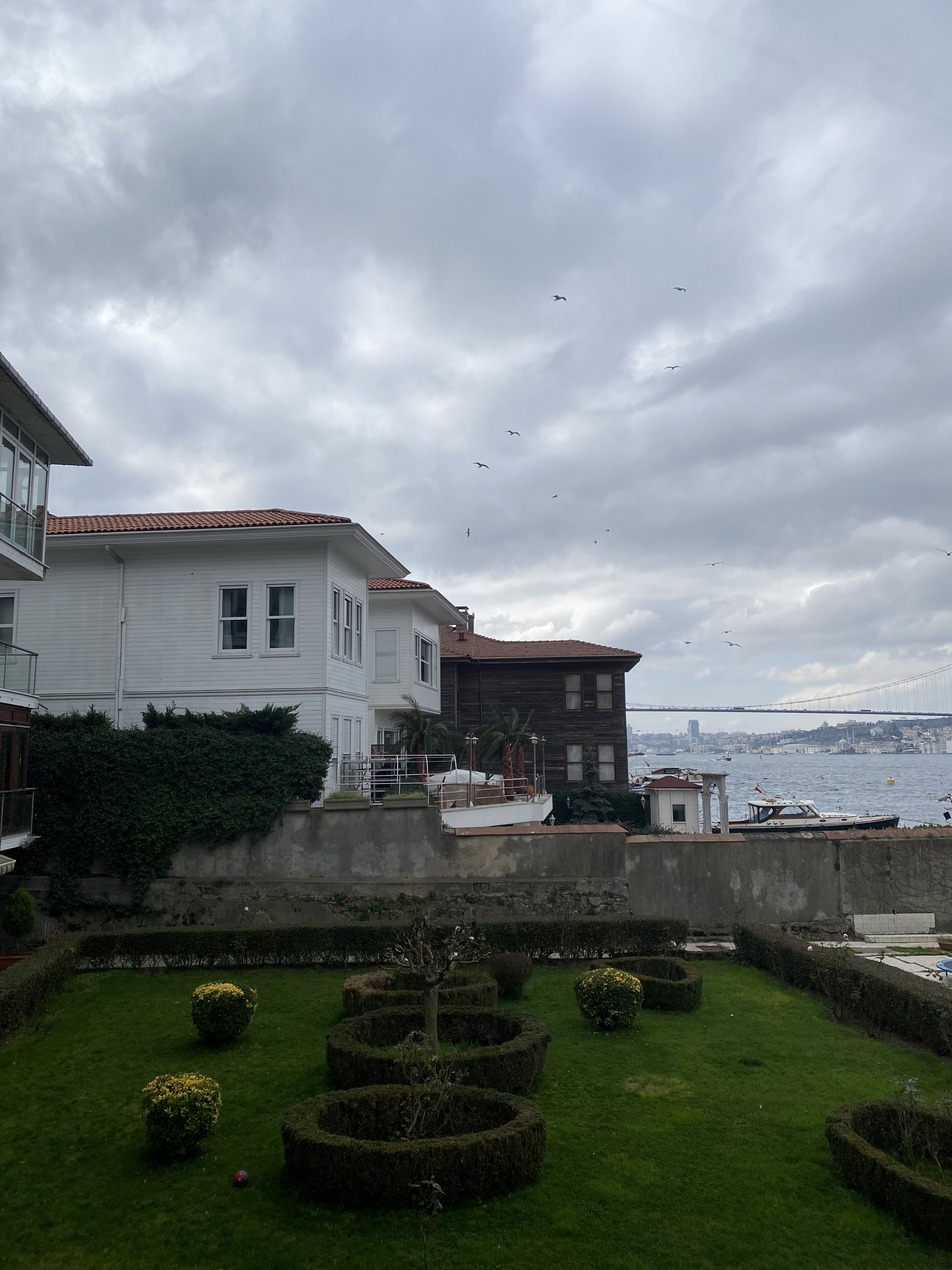
A sorozat egyik forgatási helyszíne.

A sorozatot Gaziantepben és Isztambulban forgatták, különösen azokban a városrészekben, mint például Beşiktaş és Galata. A gyártó havi 600 ezer TL-ért bérelte azt a villát, ahol a sorozat számos jelenetét forgatták.
A sorozat forgatása 2022 augusztusában átmenetileg leállt, miután a főszereplő Afra Saraçoğlu több stábtaggal együtt elkapta a COVID-19 koronavírus-fertőzést.
A sorozat forgatása és sugárzása 2023. februárjában 2 hétig szünetelt a Törökországot és Szíriát sújtó földrengések miatt.